# کالو (بامیان)
کالو (به لاتین: Kalow) یک منطقهٔ مسکونی در افغانستان است که در ولایت بامیان واقع شده‌است.

## گروهای قومی و مذهبی
اکثر باشنده‌گان قریه کالو پیرو مذهب شیعی اسماعیلی و ۱۲ امامی می‌باشند و بیشتر شان هزاره اند. هم چنان تعداد از سادات در این قریه زندگی می‌کنند. 

## طایفه
مردم کالو به چند طایفه تقسیم شده اند که عبارت اند از: تجک، ترقچی، پیری، غیب‌علی، میربچه و ارمشه. 

## مکان‌های دیدنی
کالو دارای چند آثار و آبدات تاریخی از جمله در قریه کافری، سنگک قرار دارد که از جاذبه‌های توریستی برخوردار است.

## مکان‌های مذهبی
جماعت‌خانه مرکزی اسماعیلیان در دشت قلع، نخستین جماعت‌خانه در قریه شنیه قرار دارد. و همچنان مدرسه مهدیه مربوط به شیعیان اثناعشری که در سالهای اخیر اعمار شده است.

## شخصیت‌ها
- میر بختیاری 
- میرناصر
- ارباب غلام حسین 
- ارباب امیر 
- ارباب قربان علی 
- حاجی صیف‌یار 
- ارباب رجب
- ملک بادام 
- ارباب شیخ علی 
- آخند محمد شاه 
- آخند خانجان 
- آخند غلام رسول
- سید محمد حسین رضوی 
- میر یوسف 
- جنرال تاج الدین 